# Stróże (powiat nowosądecki)

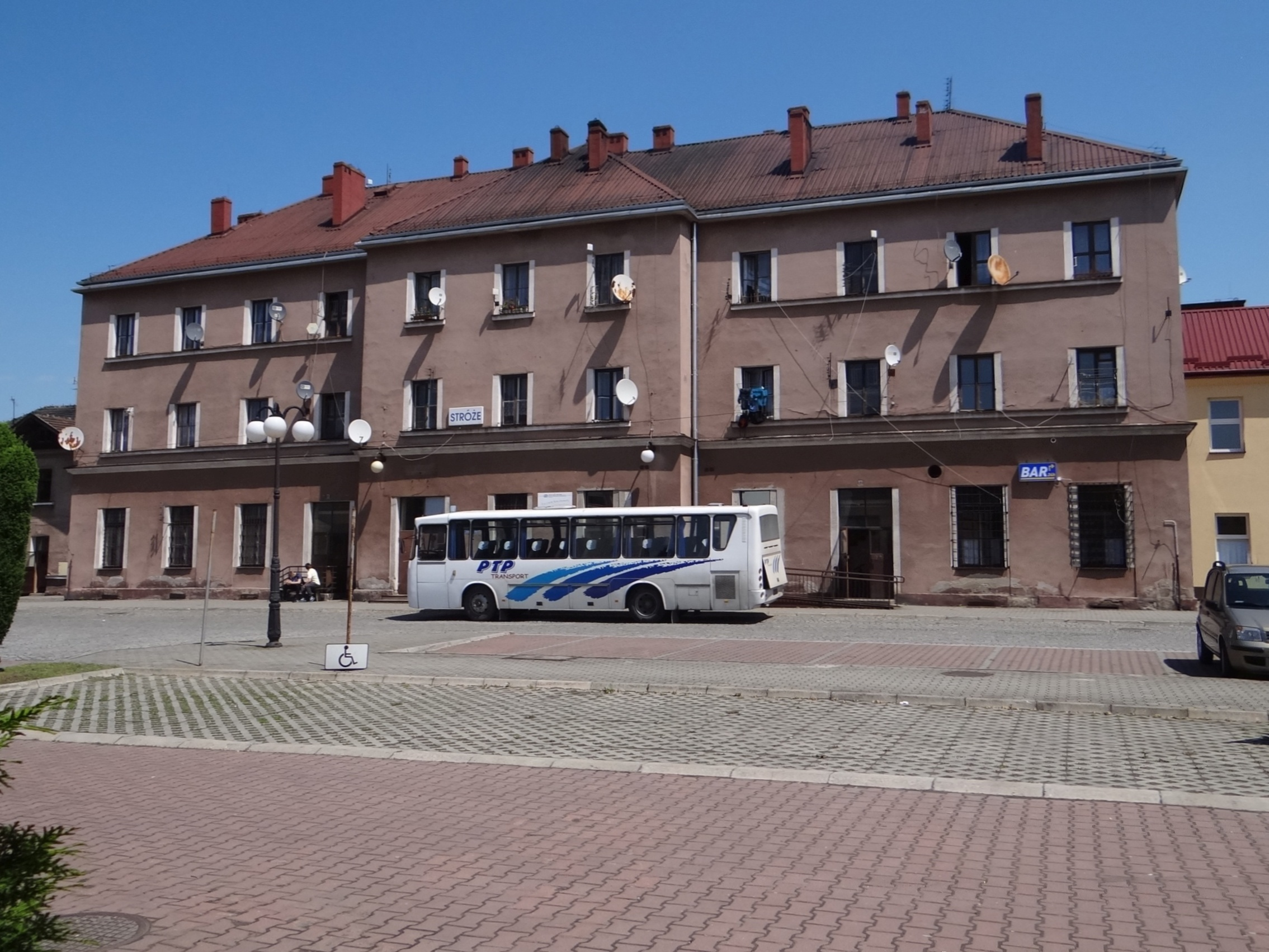
Dworzec kolejowy

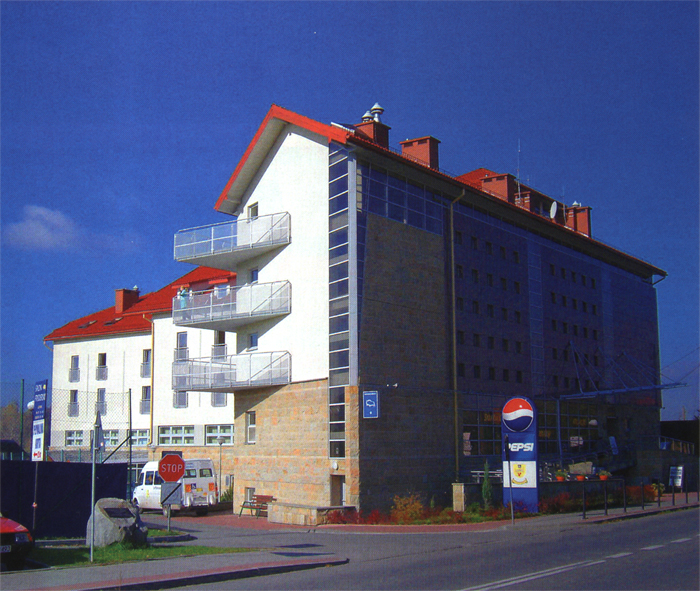
Budynek Fundacji Osób Niepełnosprawnych

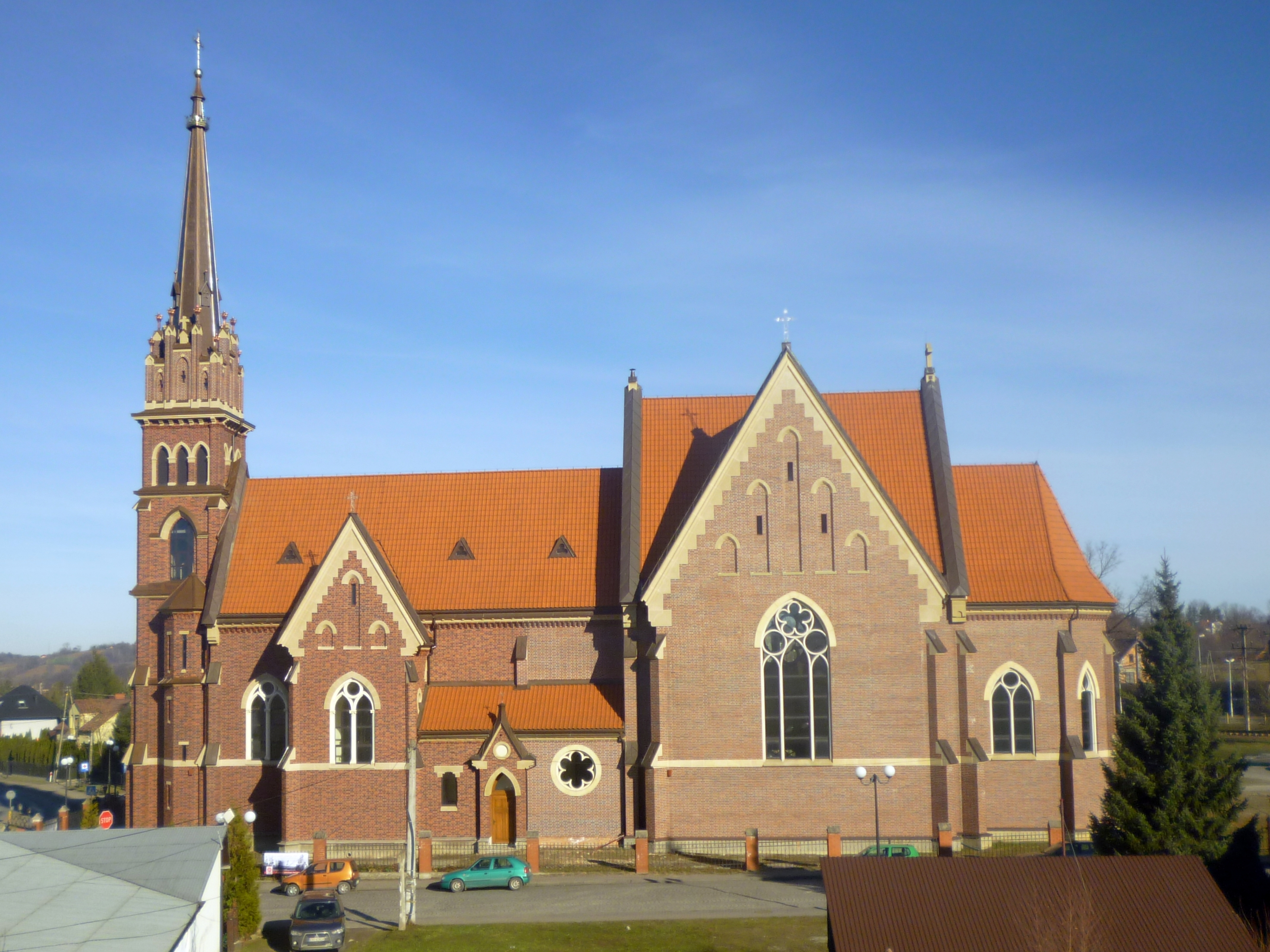
Kościół NMP Królowej Polski

Stróże (1948–49 Stróże koło Gorlic) – wieś w Polsce położona w województwie małopolskim, w powiecie nowosądeckim, w gminie Grybów w odległości 4 km na północ od Grybowa, nad rzeką Białą.
W latach 1973–1976 miejscowość była siedzibą gminy Stróże. W latach 1975–1998 Stróże należały administracyjnie do województwa nowosądeckiego.
Stróże leżą przy drodze wojewódzkiej 981. W Stróżach znajduje się węzłowa stacja kolejowa (rozchodzą się stąd linie kolejowe w kierunku Tarnowa, Nowego Sącza i Jasła) oraz Muzeum Pszczelarstwa. Stróże posiadają, mieszczący ponad 2000 osób, stadion, na którym swoje mecze rozgrywa KS Kolejarz Stróże.

## Części wsi
| SIMC    | Nazwa        | Rodzaj    |
| ------- | ------------ | --------- |
| 0428784 | Stróże Niżne | część wsi |
| 0428790 | Stróże Wyżne | część wsi |
| 0428809 | Wyskidzianki | część wsi |
| 0428815 | Zalesie      | część wsi |
| 0428821 | Zawodzie     | część wsi |

## Demografia
Według spisu ludności z 1880r. w Stróżach Wyżnych mieszkało 540 osób, w Stróżach Niżnych 261 osób. W 1931 roku Stróże (Stróże Niżne i Wyżne) posiadały: 215 budynków mieszkalnych, 1565 mieszkańców, w tym 1487 osób wyznania rzymskokatolickiego i 58 wyznawców judaizmu, 490 dzieci do lat 13, w tym 35 żydowskich. Dane statystyczne zostały sporządzone w czasie Powszechnego Spisu Ludności w 1931 roku zamieszczone zostały w kronice szkolnej szkoły 7-klasowej w Stróżach.
16 września 1934 Stróże Niżne i Stróże Wyżne połączono w jedne Stróże.
W roku 1980 wieś zamieszkiwało 1980 mieszkańców, w tym mężczyzn 952, kobiet 1029.
W latach 1998–2011 liczba mieszkańców wzrosła o 28,5%.
Obecnie (stan z 25 marca 2019) w Stróżach są 572 domy mieszkalne, a liczba mieszkańców wynosi 2642 osób, w tym 1340 kobiety i 1302 mężczyzn.

## Historia
Nazwa Stróże pochodzi najprawdopodobniej od słowa „stróża”, które oznaczało w dawnej Polsce obowiązek ludności do okresowego stróżowania w grodach panującego, a później przekształciło się w oddawanie daniny w zbożu.
Bolesław Chrobry przy ważnych szlakach, traktach prowadzących z Zakarpacia (wówczas Węgry) w głąb kraju, budował grody w celu obrony granic (przejść granicznych). Taki gród nosił nazwę „stróża” lub „strażą”, od załogi warty stacjonującej w grodzie. W czasach Bolesława Chrobrego nie było gościńców ani umocnionych dróg, dlatego trakty prowadziły brzegami dolin rzek. W tym wypadku rzeka Biała, płynąca przez Stróże z południa na północ, stanowiąca prawy dopływ Dunajca a mająca swe źródło w Karpatach, posiadała wyjątkowo dogodny do celów obronnych i strażniczych układ topograficzny.
Najstarsza wzmianka źródłowa o Stróżach pochodzi z roku 1288 i znajduje się w dokumencie Leszka Czarnego, który miał nadać klasztorowi tynieckiemu pozwolenie zakładania miast na prawie niemieckim i wsie podległe klasztorowi uwolnić spod jurysdykcji urzędów świeckich. Powyższa wzmianka świadczy o istnieniu miejscowości Stróże na przełomie XIII i XIV wieku. Podlegała ona klasztorowi Benedyktynów tynieckich i według ówczesnego zaludnienia wsi należących do tego klasztoru, mogła w XIII wieku liczyć nie mniej niż 10–15 osadników. Stróże nie były osadzone na prawie niemieckim, nie spotykamy w niej bowiem urzędu sołtysa i sądownictwa przez niego sprawowanego. Ustrój gospodarczo prawny opierał się na prawie polskim, później zaś upodobnił się do wsi kolonizacyjnych na prawie niemieckim, z tą różnicą, że miał sądownictwo patrymonialne, tj. sprawowane przez pana wsi.
Na przełomie XIV i XV wieku Stróże pozostawały przechodnią własnością Stanisława Jeżowskiego herbu Strzemię, a następnie jego synów: Spytka i Mikołaja Jeżowskich. W nieokreślonych okolicznościach część Stróż przeszła pod władanie Stanisława Szalowskiego herbu Arzemio i Mikołaja Moykowskiego.

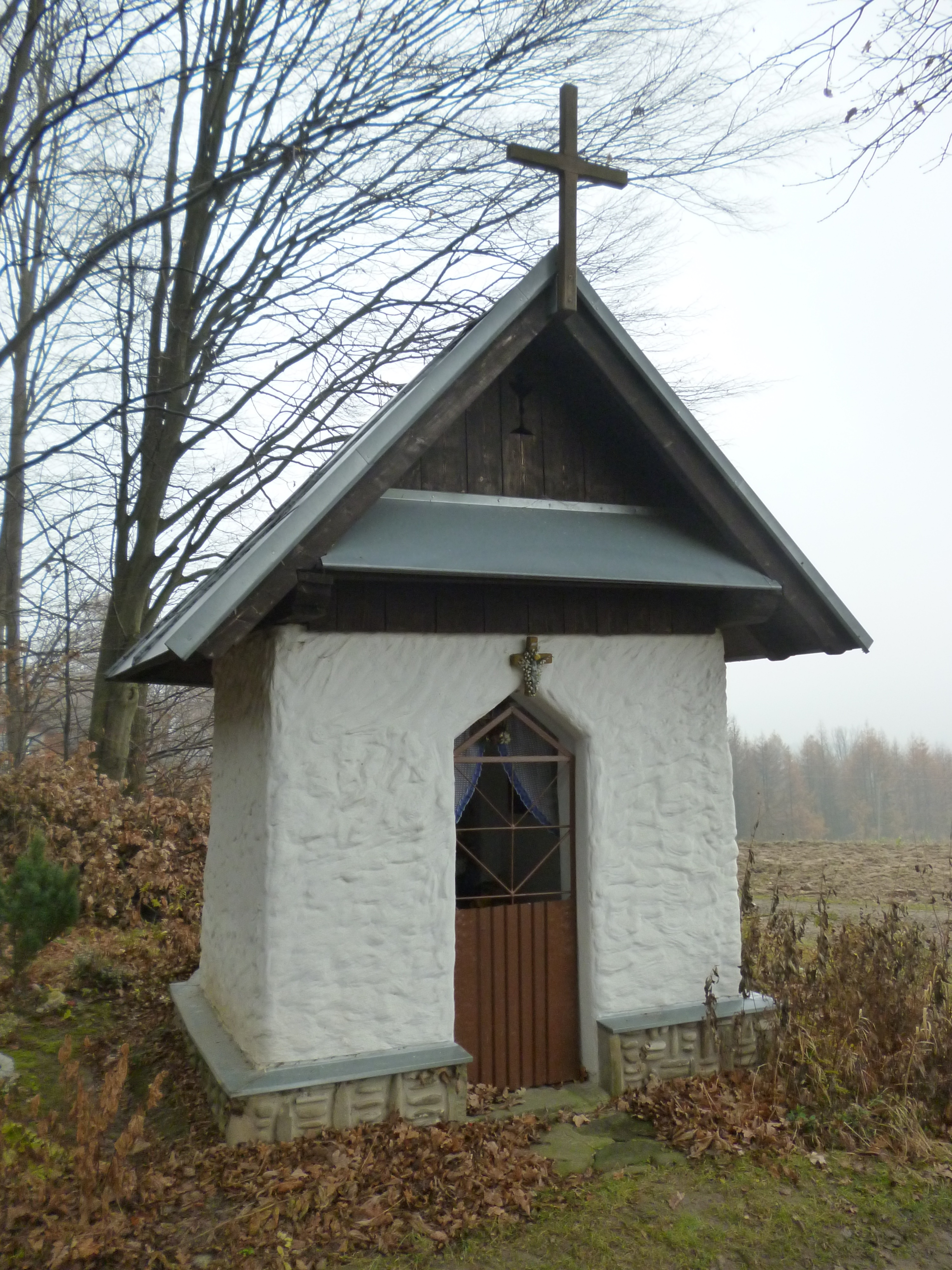
Stróże, przydrożna kapliczka z XVIII.

Z tego też okresu pochodzą nazwy różnych dzielnic w Stróżach. Za panowania Władysława IV szerzyły się bunty przeciw uciskowi fizycznemu i moralnemu. Poddaństwo chłopów polegało w tym czasie na ograniczeniu osobistej wolności i stosunku prawnego do posiadania ziemi oraz sądownictwa. Kmieć był własnością dziedzica, który mógł rozporządzać nim jak przedmiotem, sprzedając go czy oddając w zastaw. W tym czasie wzrósł wymiar robót pańszczyźnianych, nękających wszystkich chłopów, co doprowadziło do emigracji ze Stróż kilku z nich wraz z rodzinami i dobytkiem na Węgry. Po poprawie sytuacji gospodarczej i zaprzestaniu ucisku, rodziny te wróciły do Stróż, otrzymując przydomek „Węgry”.
W 1874 roku rozpoczęto budowę nowej linii kolejowej Kolei Galicyjskiej im.Karola Ludwika z Tarnowa do Orlova przez Tuchów, Stróże, Nowy Sącz, Muszynę, Leluchów. Nowa linia kolejowa Tarnowsko – Leluchowska, została oddana do użytku w 1876. Stróże w 1884 roku stały się stacją węzłową dla dwóch linii kolejowych Tarnów – Leluchów oraz nowo wybudowanej linii Stróże – Nowy Zagórz, która była częścią Galicyjskiej Kolei Transwersalnej<. W roku 1886 zakończono rozbudowę stacji Stróże, wybudowano 3 piętrowy budynek dworca kolejowego oraz restaurację dworcową, małą parowozownię wachlarzową do obsługi technicznej parowozów na 4 stanowiska, wieżę ciśnień oraz dobudowano drugi tor na pomiędzy stacjami Stróże – Grybów. Budowę szkoły w Stróżach rozpoczęto wczesną wiosną 1899 kiedy to wieś znajdowała się pod administracją austriacką po III rozbiorze Polski. Przy dużym zaangażowaniu mieszkańców wsi udało się dokończyć budowę szkoły z trzema salami lekcyjnymi wiosną 1901 roku. W czasie I wojny światowej w rejonie Stróż toczyły się walki, o czym świadczy cmentarz wojenny nr 131, gdzie pochowano 95 żołnierzy armii austro-węgierskiej, 11 niemieckiej i 8 rosyjskiej. Cmentarz ten został wpisany do rejestru zabytków nieruchomych w województwie małopolskim (nr rej. 559 z 29.06.1988). W czasie przygotowań do bitwy pod Gorlicami stacja kolejowa była ważnym węzłem transportowym gdzie przybywały transporty wojskowe.

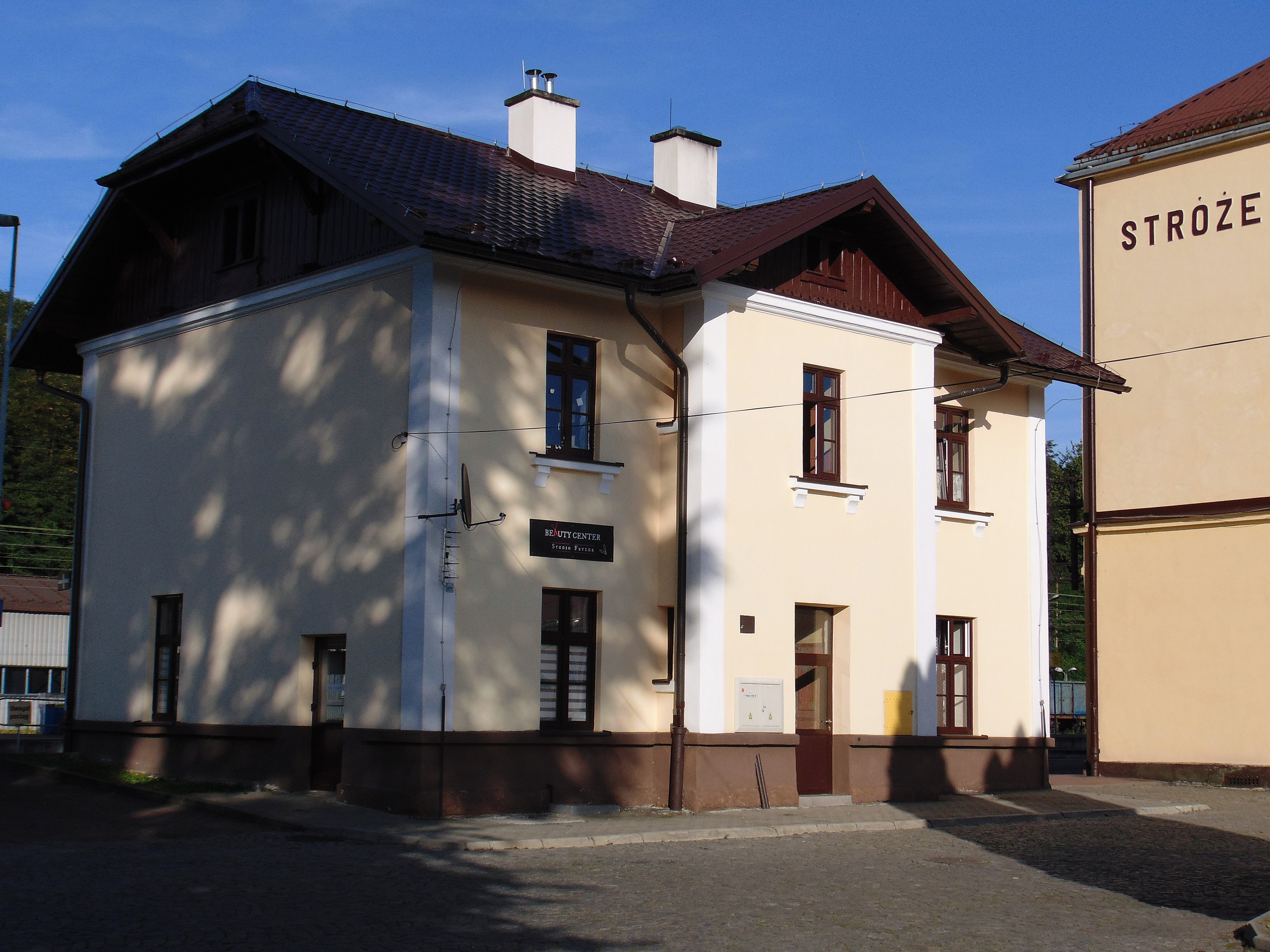
Budynek był siedzibą urzędu pocztowego w latach 1886–2000

### II Rzeczpospolita
W 1924 kiedy Polska była już niepodległym państwem siedmioklasowa szkoła liczyła 309 uczniów. Z inicjatywy kierownika szkoły Antoniego Fydy podjęto decyzję rozbudowy szkoły, dobudowano skrzydło jednopiętrowe z dwoma salami. 10 września 1932 roku w Stróżach odbył się wiec chłopski z udziałem Wincentego Witosa, którego współorganizatorem był Józef Steinhof, doszło do starcia zgromadzonych chłopów z policją.
1 sierpnia 1933 na skutek zmiany ustroju administracyjnego i samorządowego, gminy jednostkowe (wiejskie) Stróże Wyżne i Stróże Niżne zostały wcielone do Gminy Zbiorowej Bobowa, a zlikwidowane gminy otrzymały pierwotne nazwy „wsi”. Na ich czele stał jeden sołtys (Władysław Forczek – mistrz ślusarski, prowadzący własny warsztat rzemieślniczy). Jego kadencja trwała do 1 stycznia 1956 r. W okolicy Stróż w latach 1934–1935 Państwowa Fabryka Olejów Mineralnych „Polmin” poszukiwała złóż ropy i gazu. Jeden z odwiertów nazwany „Pollon” wykonany na głębokość 900m odkrył złoże gazu w odległości 500m od stacji kolejowej w Stróżach. Gaz ten doprowadzony rurociągiem oświetlał stację kolejową i budynki stacji do lat 50.

### II wojna światowa
Podczas wojny obronnej w 1939 r. walczyli jako żołnierze rezerwy urodzeni w Stróżach. Kilku z nich, jeńców wojennych NKWD zamordowało w Katyniu, byli to: ppor. Tadeusz Paweł Igielski (ur. 19 listopada 1905), ppor. Roman Igielski (ur. 22 lutego 1910), ppor. Marian Franciszek Gąsowski (ur. 30 września 1910).

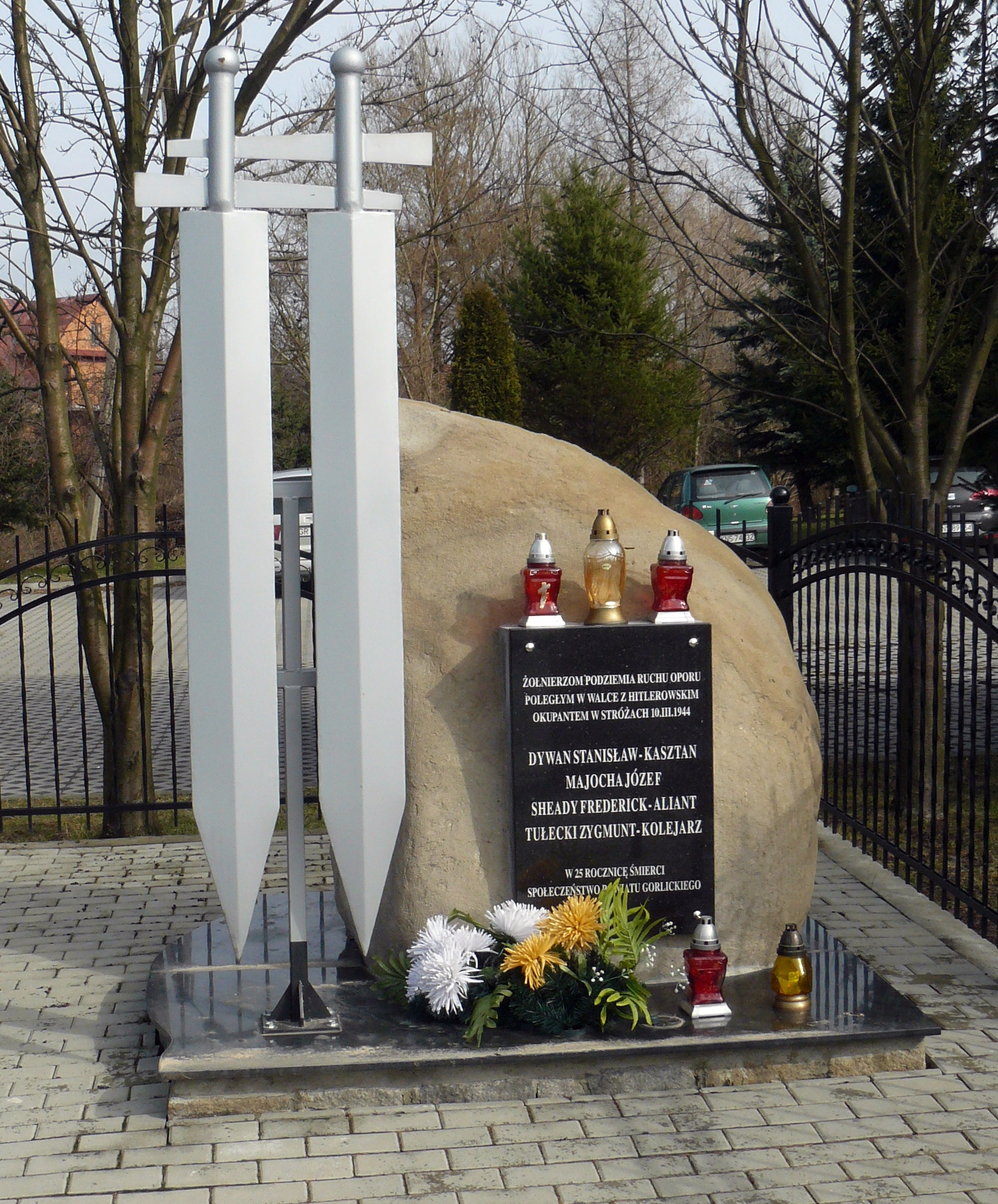
Pomnik partyzantów

7 września 1939 wojsko niemieckie wkroczyło do Stróż. Na terenie Sądecczyzny utworzono organizację niepodległościową Służba Zwycięstwu Polski (SZP) na rozkaz pierwszego szefa Inspektoratu Nowy Sącz, mjra Franciszka Galicy ps. „Stanisław". Komendantem Obwodu Nowy Sącz SZP został mianowany mjr. Stanisław Wideł ps. „Kruk”. „Kruk” zamieszkał w Stróżach w domu Wincentego Schönemanna-Łuniewskiego gdzie ulokował sztab obwodu. Zastępcą komendanta został Wincenty Schönemann-Łuniewski, jego zastępcą Mieczysław Podgórski, funkcję kuriera pełnił Michał Igielski ze Stróż, który pracując jako kierownik pociągu przewoził konspiracyjną pocztę i przesyłki na trasach: Nowy Sącz - Krynica, Nowy Sącz - Chabówka, Nowy Sącz - Kraków. W lutym 1940 mjr. Wideł przeniósł się do Bobowej. W czasie okupacji niemieckiej mieszkańcy Stróż byli członkami organizacji podziemnych np.: Związku Walki Zbrojnej, Armii Krajowej oraz Batalionów Chłopskich, walczyli w oddziałach partyzanckich, brali udział w tajnym nauczaniu. Michał Igielski został aresztowany przez niemieckie "Gestapo" w 1941 za działalność konspiracyjną, został wysłany do obozu zagłady Kl Auschwitz (Nr. obozowy 12085) gdzie zginął w kwietniu 1941. Wśród konspiratorów organizacji niepodległościowych także są znani: Narcyz Wiatr ps. „Zawojna”, który pełnił wysoką funkcję komendanta w VI Okręgu Batalionów Chłopskich w Krakowie oraz brat „Zawojny”, Alojzy Wiatr ps. „Zawierucha”, który był komendantem Podgórskiego podokręgu Krakowskiego BCh. 8 lutego 1944 „Zawierucha” został aresztowany przez niemieckich policjantów kolejowych w Stróżach. Na przesłuchaniach torturowany przez Gestapo w Gorlicach i zmarł w Jaśle celi 17 lutego 1944 roku.
W Stróżach Niżnych organizatorami tajnego nauczania byli Jan Kazimierz Zaremba, jego żona Wanda Semkowicz-Zarembina oraz nauczyciele szkoły w Stróżach: Ludwik Krzyżak, Wiktoria Brach, Kazimiera Jesionek i Helena Stiller. W przysiółku Stróż zwanym Berdechowem, w folwarku Jana Cielucha wybitny polski matematyk Hugo Steinhaus ukrywał się pod zmienionym nazwiskiem i uczestniczył w tajnym nauczaniu, był przewodniczącym podkomisji egzaminacyjnych w Stróżach i Bobowej.
10 marca 1944 dom Mogilskich, gdzie przebywali partyzanci został otoczony przez niemiecką policję kolejową (Bahnschutzpolizei), zginęli w walce: Stanisław Dywan ps. „Kasztan” ze Stróż, Józef Majocha z Woli Łużańskiej, Frederick Sheady ps. „Aliant” oraz Zygmunt Tułecki, kolejarz z Dębicy. Z obławy zbiegli: Kazimierz Witek ps. „Nemezis” oraz ranny Franciszek Paszek ps. „Kmicic” z Oddziału Partyzanckiego „Żbik” AK, dom rodziny Mogilskich został spalony przez Niemców tego samego dnia. Miejsce spotkania zdradził volksdeutsch Władysław Szczypta, na podstawie wyroku sądu podziemnego został zastrzelony 30 kwietnia 1944 r. przez partyzantów z oddziału LSB „Sablik”. 17 stycznia 1945 wojska sowieckie wkroczyły do Stróż, dla mieszkańców Stróż zakończyła się okupacja niemiecka.

### Okres po 1945
W 1950 roku znany polski geolog Henryk Świdziński opublikował wyniki badań geologicznych polskich Karpat Środkowych, badania przeprowadzał w latach 1937–1946 w rejonie Stróż. Kiedy w 1956 powstały gromady, a Stróże stały się siedzibą gromady i prezydium gromadzkiej rady narodowej (PGRN). Do gromady tej obok Stróż należały wsie: Polna, Wyskitna, Berdechów-Bugaj oraz wieś Gródek koło Grybowa. Taki stan rzeczy trwał do 1971, gdy powstała gmina Stróże, do której należały wsie: Stróże, Polna, Wyskitna i Berdechów-Bugaj. Nowo powstała gmina miała krótką żywotność, a Naczelnikiem gminy Stróże, aż do jej zlikwidowania był Andrzej Ziomek. Likwidacja nastąpiła w związku z tworzeniem większych gmin, a gmina Stróże posiadała małą powierzchnią oraz niewielka liczbą mieszkańców, dlatego też 1 maja 1975 została zlikwidowana i wcielona do Gminy Zbiorowej Grybów, a wieś Stróże pozostała od tej daty samoistną wsią, na czele której stanął sołtys z samorządem wiejskim. Sołtysem od 1956 roku był Pan Dominik Mucha, a w okresie od 1960 roku aż do wyboru na sołtysa Pana Dywana była Pani Albina Wiatr.
23 grudnia 1958 dzięki staraniom mieszkańców, w tym wojewódzkiego planisty elektryfikacji Adama Wiatra, z wygospodarowanych przez niego materiałów niezbędnych do wykonania sieci elektrycznej, pierwszy raz zabłysły żarówki. Do tego czasu posługiwano się światłem gazowym, naftowym itp.
W następstwie rozwijającego się w szybkim tempie przemysłu rolnego, budowlanego i fabrycznego, władze administracyjne, tak wojewódzkie, jak i powiatowe w latach 60. przystąpiły do modernizacji dróg o nawierzchni bitumicznej, zarazem prostując enklawy i poszerzając je odpowiednio. Na terenie Stróż wybudowano trzy mosty: jeden na granicy: Stróże – Wilczyska, nad potokiem Polnianka, dwa zaś, wraz z przepustami strumieniami, w centrum Stróż – nad potokami Wyskidzianka i Słopnianka.
22 maja 1966 roku Stróże wybudowano nową szkołę, „Pomnik 1000-lecia Państwa Polskiego im. „Bolesława Chrobrego”, budynek „starej” szkoły był zbyt mały dla rozrastającej się wsi. Uroczystego otwarcia szkoły dokonał Antoni Fyda, pełniący funkcję kierownika szkoły powszechnej w Stróżach od 1 sierpnia 1945 roku. W 1983, po częściowej regulacji rzeki Biała na terenie Stróż, rozpoczęły się starania mieszkańców oraz mieszkańców przysiółka Zawodzie na czele z sołtysem Bolesławem Dywanem i radnym gminy Józefem Matusikiem o rychłe przystąpienie do realizacji budowy mostu nad rzeką Białą, łączącego centrum wsi z przysiółkiem oraz z wsiami Białą Niżna i Siołkową. Wyżej wymieniony most (długości 75 metrów) został oddany do eksploatacji 30 czerwca 1983 roku, po dziesięciu latach od zerwania przez powódź poprzedniego mostu.
Po stu dziesięciu latach istnienia odcinka linii kolejowej 96 Tarnów – Nowy Sącz – Leluchów władze PKP przystąpiły w roku 1981 do elektryfikacji wspomnianego odcinka – pierwsza trakcja pociągu elektrycznego prowadziła przez Stróże do Grybowa.
Obecnie Stróże są prężnie rozwijającą się miejscowością z bazą hotelową i gastronomiczną. W miejscowości znajduje się przedszkole z oddziałami integracyjnymi, szkoła podstawowa im. Króla Bolesława Chrobrego, oraz gimnazjum. W szkołach znajdują się dobrze wyposażone sale dydaktyczne, sale komputerowe oraz językowe, hala sportowa oraz boiska do siatkówki, piłki nożnej, koszykówki, tenisa obok szkoły. Uczniowie szkół są częstymi laureatami konkursów i olimpiad wojewódzkich, a nawet ogólnopolskich. Do takich sukcesów należy dodać udział w nagraniu konkursu dla gimnazjalistów pt. Euro Quiz emitowanym przez TVP2. Skład gimnazjum ze Stróż reprezentowali Dawid Warzecha, Mateusz Niemas, Maciej Tarasek.
4 czerwca 2010 Stróże i okoliczne miejscowości nawiedziła powódź, która spowodowała ogromne zniszczenia infrastruktury drogowej i kolejowej, a także konieczność ewakuacji 76 osób.
17 czerwca 2015 roku odbyła się podwójna uroczystość. Pierwszą okazją było nadanie imienia szkole, Gimnazjum w Stróżach otrzymało imię Cichociemnych Spadochroniarzy Armii Krajowej, natomiast drugą – odsłonięcie pomnika pochodzących ze Stróż dwóch bohaterskich żołnierzy zawodowych, oficerów Wojska Polskiego II RP, mjr Romana Proszka oraz rtm Mariana Jureckiego. Mjr Roman Proszek służył w 1. Dywizji Pancernej gen. Stanisława Maczka, przeszedł on cały szlak bojowy prowadzący przez Normandię, Falaise, Belgię, Holandię i północne Niemcy, rtm Marian Jurecki ps. „Orawa”, zawodowy oficer kawalerii WP i PSZ, pierwszy Cichociemny, który zginął na ziemi polskiej. Uroczystość historyczno-patriotyczna odbyła się w asyście Orkiestry Wojskowej z Rzeszowa i Kompanii Reprezentacyjnej Straży Granicznej. Obecni byli również przedstawiciele I Batalionu Czołgów, 21 Brygady Strzelców Podhalańskich, Jednostki Wojskowej GROM, Fundacji im. Cichociemnych Spadochroniarzy Armii Krajowej, Instytutu Pamięci Narodowej, Muzeum Spadochroniarstwa i Wojsk Specjalnych oraz Aleksander Tarnawski ps. „Upłaz” jeden z 316 cichociemnych. Doniosłość uroczystości podkreślił przelot samolotu z Muzeum Lotnictwa Polskiego w Krakowie. Uroczystość uświetniła grupa rekonstrukcji historycznej GRH „Południe” inscenizacją potyczki oddziału partyzanckiego z niemieckim patrolem. Pomnik ufundowany został przez Radę Ochrony Pamięci Walk i Męczeństwa.

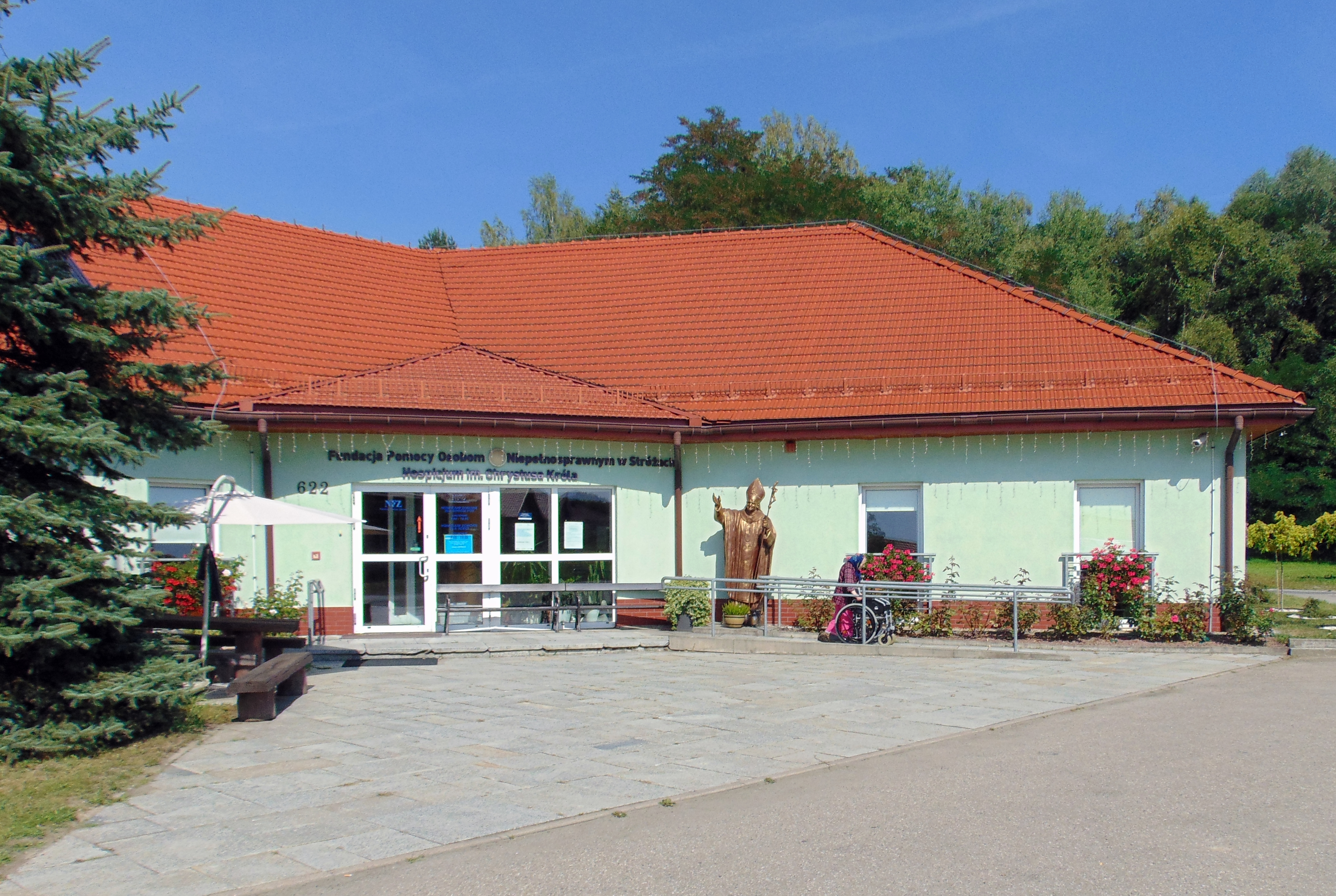
Hospicjum im.Chrystusa Króla

## Zabytki
Obiekt wpisany do rejestru zabytków nieruchomych województwa małopolskiego.
- Cmentarz z I wojny światowej nr 131.

## Fundacja Pomocy Osobom Niepełnosprawnym
17 marca 1998 roku, z inicjatywy obecnego prezesa Stanisława Koguta została utworzona Fundacja Pomocy Osobom Niepełnosprawnym w Stróżach. Na początku Fundacja opierała swą działalność na współpracy ze Szkołą Podstawową. W 1999 roku w szkole oddano halę sportową przystosowaną do potrzeb osób niepełnosprawnych, oraz 3 sale komputerowe. W Stróżach zmodernizowane zostały także boisko i kort tenisowy. W niedługim czasie został oddany do dyspozycji dworzec PKP przystosowany dla osób niepełnosprawnych. Pojawiła się także cała infrastruktura na terenie miejscowości – chodniki, parkingi. Obecnie w skład kompleksu Fundacji wchodzą: Centrum Szkoleniowo-Rehabilitacyjne im. Ojca Pio z krytą pływalnią i restauracją, Ośrodek Hipoterapii z krytą ujeżdżalnią i stajnią (o powierzchni 4 ha), Niepubliczne Przedszkole Integracyjne im. Fundacji Polsat oraz Hospicjum im. Chrystusa Króla.

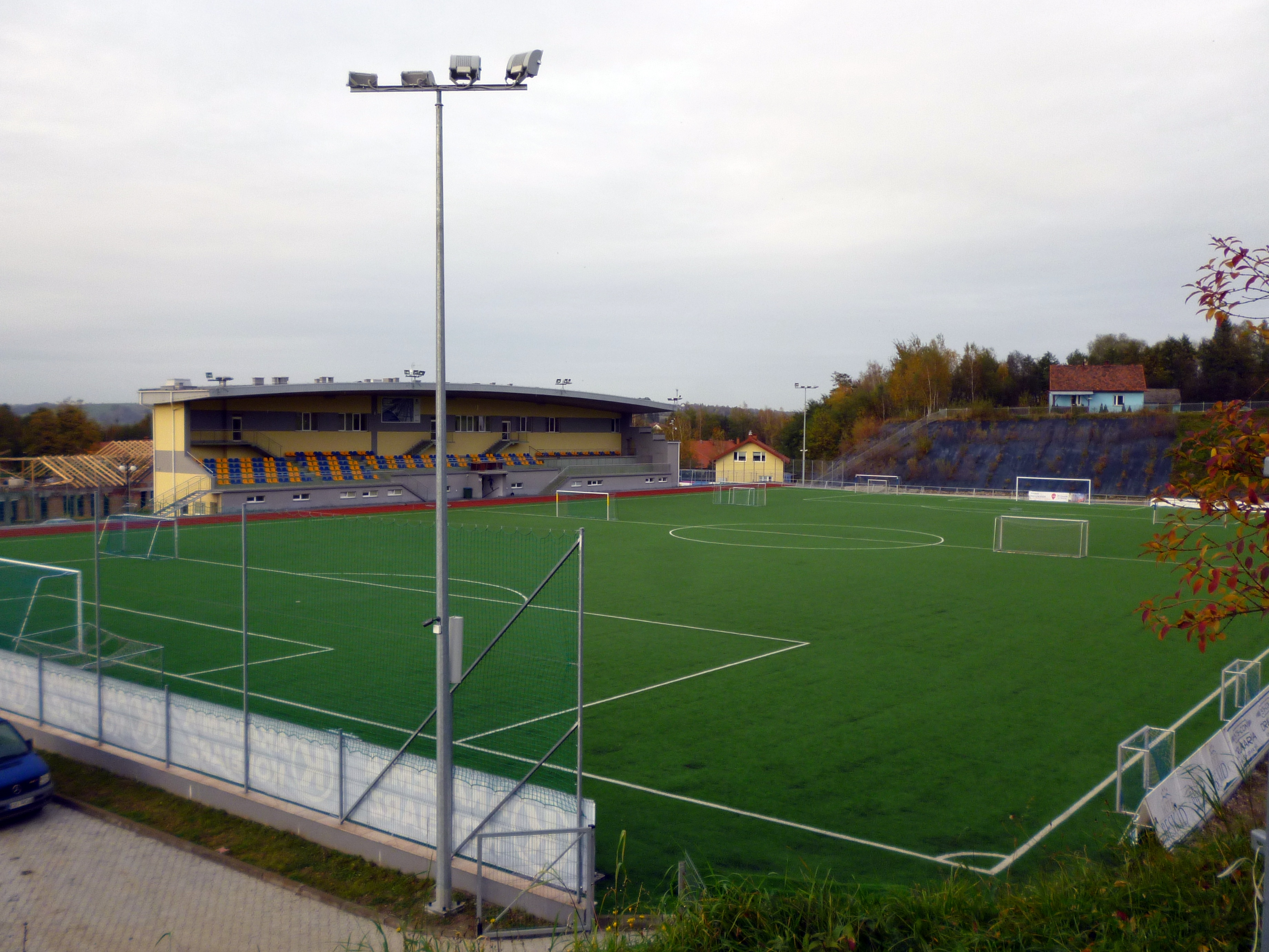
Stadion Akademii Kolejarz w Stróżach

8 października 2016 roku dokonano otwarcia nowego stadionu sportowego w Stróżach wybudowanego na terenach dawnej cegielni. Uroczystego otwarcia stadionu dokonał minister Witold Bańka oraz senator Stanisław Kogut. Stadion jest własnością F.P.O.N.u. Na obiekcie tym znajduje się stanowisko do rzutów młotem, boisko o wymiarach 105 na 75 metrów, z podgrzewaną płytą a wokół murawy znajduje się bieżnia. Stadion i budynek przystosowany jest dla osób niepełnosprawnych, wyposażony jest w zaplecze rehabilitacyjne, dwie windy osobowe, szatnie, nowoczesne oświetlenie oraz trybuny które mogą pomieścić ok. cztery tysiące osób. Gospodarzem stadionu jest „Akademia Kolejarz” a stadion służy do szkolenia młodych piłkarzy, rehabilitacji kontuzjowanych sportowców, organizacji zawodów sportowych dla osób niepełnosprawnych.

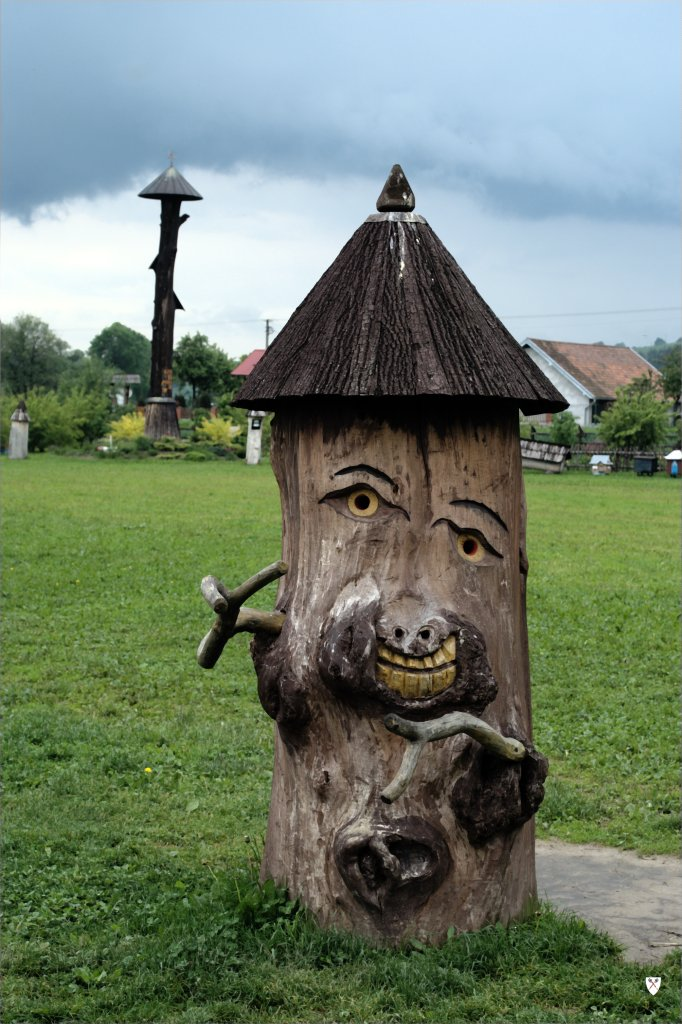
Skansen Pszczelarstwa

## Sądecki Bartnik
Ze Stróż wywodzi się także firma pszczelarska, jedna z największych w Polsce. Gospodarstwo Pasieczne „Sądecki Bartnik” leży na samych obrzeżach Stróż. Firma państwa Kasztelewiczów postawiła nie tylko na produkcję, ale także na różnego rodzaju imprezy, które są organizowane w parku własności „Sądeckiego Bartnika”. Co roku organizowane są tzw. „Biesiady u Bartnika” na które przybywa kilkaset osób z całej Polski.
Na terenie „kompleksu pszczelarskiego” znajduje się także Muzeum Pszczelarstwa im. Bogdana Szymusika.

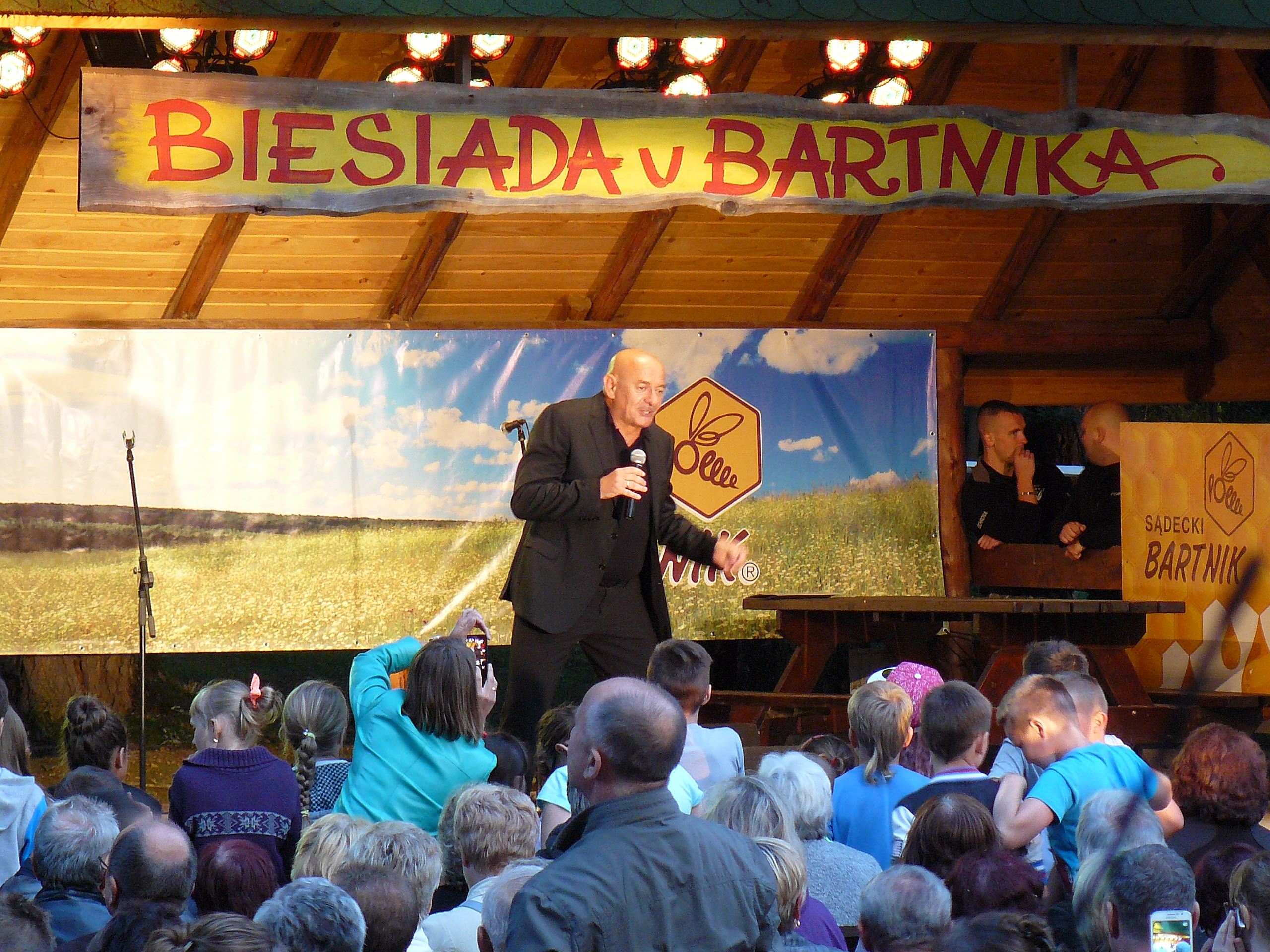
XXV Biesiada u Bartnika, Marcin Daniec na scenie

## Kolejarz Stróże
Klub Sportowy Kolejarz Stróże został założony w 1949 roku przez Włodzimierza Basiagę – wieloletniego prezesa i sekretarza klubu. Do największych sukcesów KS Kolejarz Stróże można zaliczyć wygrany baraż o prawo gry w III lidze gr. IV w sezonie 2003/2004 z Garbarnią Kraków, baraż o prawo gry w II lidze przegrany ze Stalą Stalowa Wola w sezonie 2005/2006, oraz awans do pierwszej ligi w sezonie 2009/2010.

## Zespół Regionalny „Kowalnia”
Zespół folklorystyczny powstał w Stróżach w 2000 roku. Prezentuje na swoich występach tradycyjne stroje ludowe, pieśni, tańce, przyśpiewki i muzykę ludową. „Kowalnia” uczestniczy w lokalnych wydarzeniach kulturalnych gminnych i powiatowych, występuje na wielu konkursach folklorystycznych zdobywając wiele nagród i wyróżnień.

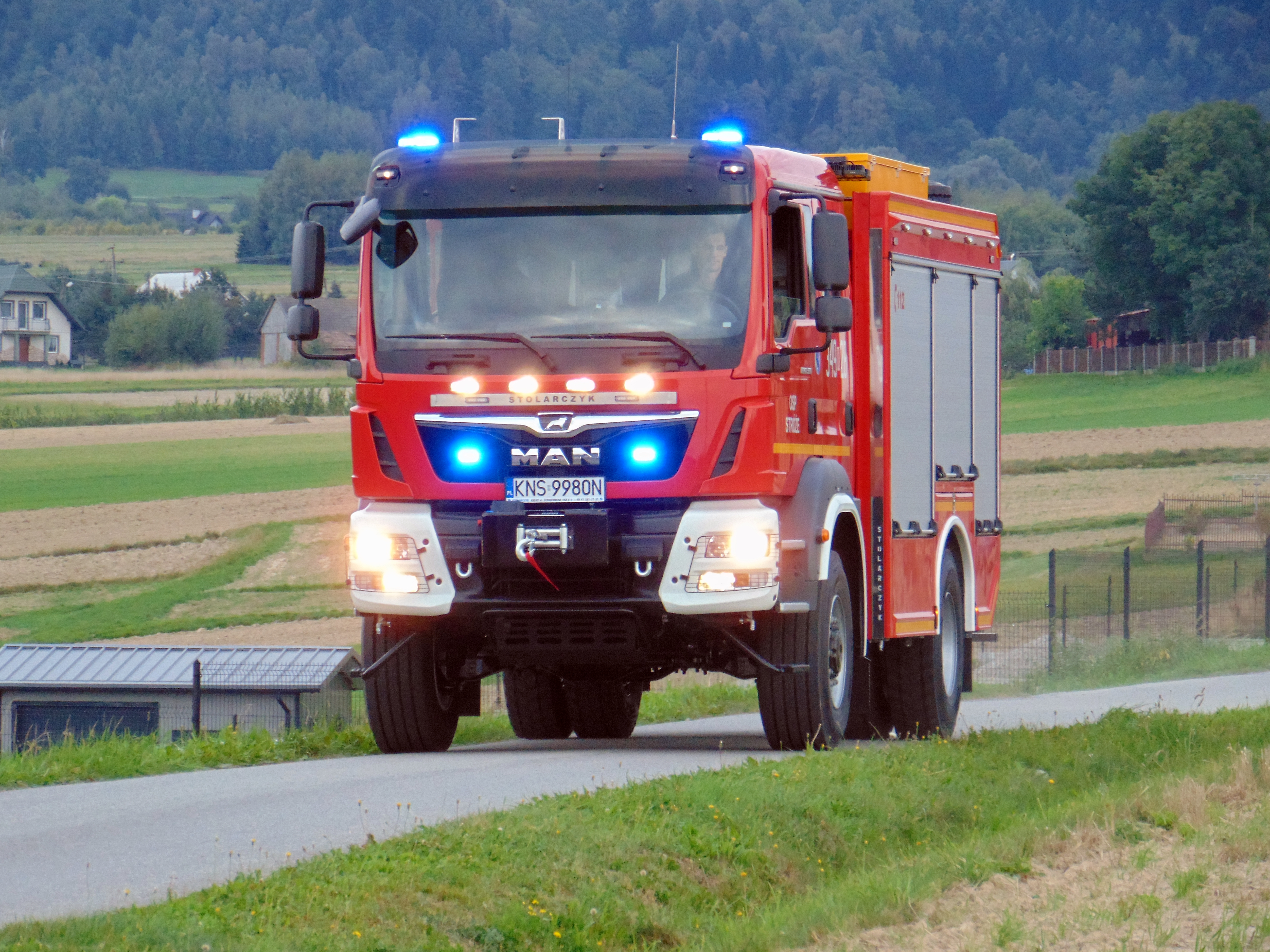
Samochód pożarniczy Ochotniczej Straży Pożarnej ze Stróż

## Ochotnicza Straż Pożarna
Pierwsze wzmianki o istnieniu kolejowej drużyny pożarniczej w Stróżach sięgają 1926 roku. 28 listopada 1926r. drużyna strażaków i orkiestra ze Stróż była obecna w Grybowie na uroczystości odznaczenia medalami strażaków oraz zakończeniu kursu pożarniczego. Na uroczystości byli obecni Inspektor Wojewódzki A. Biedroń-Kalinowski z Nowego Sącza, Naczelnik OSP w Grybowie A. Haiman, starosta Grybowski Magoński. Obecnie Ochotnicza Straż Pożarna w Stróżach działa od 1960 roku, od 6 stycznia 2004 jest włączona do krajowego krajowego systemu ratowniczo-gaśniczego, posiada dwa samochody marki Man GBARt i Steyr GCBA.

## Szkolnictwo
- Szkoła podstawowa imieniem Bolesława Chrobrego w Stróżach

## Szlaki turystyczne

### Piesze
- Stróże – Maślana Góra (753 m n.p.m.) – Szymbark – Magura Małastowska (Szlak im. Wincentego Pola)

### Rowerowe
Rowerowe szlaki Karpackiego Szlaku Rowerowego:
- Wielokulturowy Szlak Rowerowy – Blechnarka, Florynka,

Grybów, Stróże, Zakliczyn
- Rowerowy Szlak Historyczny Traktem Królewskim – Czorsztyn, Szczawnica, Stary Sącz, Stróże, Biecz

### Kolejowy
- Turystyczny Szlak Kolejowy przez Karpaty

## Urodzeni w Stróżach (Niżnych i Wyżnych)
- Alojzy Gluth-Nowowiejski
- Aleksander Jasiński
- Marian Jurecki
- Marian Jana
- Zbigniew Kasztelewicz
- Leon Lachnit
- Ferdynand Markiewicz
- Tadeusz Matysek
- Roman Proszek
- Aleksander Siemiradzki
- Stanisław Szkraba
- Alojzy Wiatr
- Leon Wiatr
- Narcyz Wiatr
- Władysław Wiatr
- Jan Wiatr
- Józef Uhacz